# Le Magasin de Porcelaine
Pour plus de détails, voir Fiche technique et Distribution.
Le Magasin de Porcelaine (The China Shop) est un court métrage d'animation américain, en couleur de la série des Silly Symphonies réalisé par Wilfred Jackson, sorti le 13 janvier 1934. Ce film se base sur le conte La Bergère et le Ramoneur (1845) d'Hans Christian Andersen.

## Synopsis
Une boutique de porcelaine ferme pour la nuit. Les objets se mettent alors à bouger. Un couple de danseur d'une horloge danse la valse mais ils sont perturbés par un satyre. Ce dernier prend la belle en otage et l'enferme dans une vitrine. Le héros et le satyre luttent se lançant des assiettes qu'ils réduisent en morceaux. Une fois le satyre vaincu, le calme revient.
Le tenant de la boutique arrive le matin suivant et découvre les dégâts. Il décide alors de modifier sa devanture en remplaçant « Porcelaine Fine » par « Antiquités rares ».

## Fiche technique
- Titre original : The China Shop
- Titre français : Le Magasin de Porcelaine
- Autres titres[2] :
  -  Suède : Porslinsdockorna
- Série : Silly Symphonies
- Réalisateur : Wilfred Jackson
- Scénario : Bill Cottrell d'après Hans Christian Andersen
- Animateur[1]:
  - équipe principale : Art Babbitt, Louie Schmitt, Leonard Sebring, Dick Lundy, Frenchy de Trémaudan, Dick Huemer, Archie Robin
  - équipe de Ben Sharpsteen : Cy Young, Roy Williams, Jack Kinney
- Layout :  Albert Huerter
- Producteur : Walt Disney
- Société de production : Walt Disney Productions
- Distributeur : United Artists Pictures
- Date de sortie[2],[3] : 13 janvier 1934
- Autres dates[1] :
  - Date annoncée : 13 janvier 1933
  - Dépôt de copyright : 29 décembre 1933
  - Première à Los Angeles : 23 décembre au 28 janvier 1934 au Grauman's Chinese Theatre en première partie de Les Quatre Filles du docteur March de George Cukor
  - Première à New York : 22 au 28 janvier 1934 au Radio City Music Hall en première partie de New York-Miami de Frank Capra
- Format d'image : Couleur (Technicolor)
- Son : Mono (RCA Sound System[2])
- Musique[4] : Leigh Harline
  - Musique originale : Valse Vienna (Harline)
  - Extrait de Ach du lieber Augustin (traditionnel, 1815)
- Durée : 8 min 23 s
- Langue : (en)
- Pays :  États-Unis

## Commentaires
La date de sortie du film The China Shop été prévue à l'origine avant noël 1933. Mais en raison du thème lié à la période de Noël du film The Night Before Christmas, les dates de sorties ont été échangées.
Bien que le film ne le nomme pas, le satyre est assimilé au personnage du Grand-général-commandant-en-chef-Jambe-de-Bouc.